# Kırklareli Fen Lisesi
Das Kırklareli Fen Lisesi (deutsch Naturwissenschaftliches Gymnasium Kırklareli) in der türkischen Stadt Kırklareli wurde am 31. Juli 2002 gegründet und ist ein vierjähriges allgemeinbildendes mathematisch-naturwissenschaftliches Gymnasium.

## Lerninhalte
Neben der verbindlichen Fremdsprache Englisch erlernten bis vor Kurzem auch zwei Klassen Deutsch. Diese Klassen haben die Schule im Jahr 2008 bereits absolviert und derzeit gibt es keine Deutsch-Klassen an der Schule. Ansonsten werden die Unterrichtsfächer Mathematik, Physik, Geometrie, Biologie, Sport, Chemie, türkische Literatur, türkische Grammatik, Geschichte, Erdkunde, Philosophie, Religion und Demokratie-Erziehung unterrichtet. Im Vergleich zu anderen weiterführenden Schulen ist die Stundenanzahl am Kırklareli Fen Lisesi in den mathematischen und naturwissenschaftlichen Fächern höher.